# 341
341 (CCCXLI) fue un año común comenzado en jueves del calendario juliano, en vigor en aquella fecha.
En el Imperio romano, el año fue nombrado como el del consulado de Marcelino y Probino, o menos comúnmente, como el 1094 Ab urbe condita, adquiriendo su denominación como 341 a principios de la Edad Media, al establecerse el anno Domini.

## Acontecimientos
- El emperador Constante prohíbe los sacrificios paganos, so pena de muerte.
- El emperador Constante inicia su victoriosa campaña contra los francos.
- Concilio de Antioquía.
- En el Concilio de Roma el papa Julio I reivindica la primacía de su sede.[1]